# Atelopteryx compsoceroides
Atelopteryx compsoceroides là một loài bọ cánh cứng trong họ Cerambycidae.